# Judith Grohmann
Judith Grohmann (* 10. September 1966 in Wien) ist eine österreichische Journalistin. Bekannt wurde sie als Verfasserin einer offiziellen Biografie über Sebastian Kurz, die zu vielen negativen Resonanzen in den Medien führte.

## Leben
Grohmann maturierte am Lycée Français de Vienne. Im Jahr 1990 schloss sie ihr Studium der Publizistik an der Universität Wien ab.
Nach eigenen Angaben sei Grohmann mit 17 Jahren jüngste Investigativ-Journalistin und Schlussredakteurin Österreichs beim Magazin profil gewesen, außerdem sei ihr dort auch der Posten einer Chefin vom Dienst angeboten worden. Darüber hinaus will sie Wirtschaftsressortleiterin der Tageszeitung Die Presse gewesen sein. Beide Medien dementierten die Angaben von Grohmann. In einer Presseaussendung bezeichnete profil die Behauptungen Grohmanns „als krasse Übertreibung“, sie dürfte „1985 zwar vorübergehend bei »profil« tätig gewesen sein“, „mit Sicherheit aber nicht als Redakteurin“ und auch nicht als Chefin vom Dienst. Rainer Nowak, Chefredakteur Die Presse,  äußerte sich über Grohmanns Angaben via Twitter: „Die Autorin war nie Ressortleiterin unseres Wirtschaftsressorts. Sie schrieb für das wesentlich kleinere Ressort 'Karriere'.“
Ebenfalls nach eigenen Angaben war sie ab 1995 Kolumnistin, Redakteurin und stellvertretende Leiterin des Beilagenressorts für Die Presse, ab 2002 Wirtschaftsjournalistin und stellvertretende Ressortleiterin des Standard. Sie schrieb als freie Mitarbeiterin auch Artikel für den Münchner Merkur.
Als Buchautorin schrieb sie Bücher über den Abt Gregor Henckel Donnersmarck und den Politiker Sebastian Kurz. Weitere Werke widmete sie den Berufsgruppen der Piloten und der Polizeispezialeinheiten.

## Sebastian Kurz. Die offizielle Biografie
Ihre autorisierte Biografie Sebastian Kurz. Die offizielle Biografie führte zu einem breiten negativen Medienecho und viel Spott in den sozialen Medien. Hasnain Kazim schrieb, das Buch lese sich „in Teilen eher wie eine Mischung aus Fanbuch und Kitschroman“. Es gab auch Kritik an der ÖVP, ein solches Buch „ernst genommen und autorisiert“ zu haben. 
Die Redaktion des Magazins profil, schrieb 2019, sie hoffe, „dass es nicht Frau Grohmanns offenbar stark geschönte Referenzen waren, die Sebastian Kurz dazu veranlassten, sie als seine „offizielle“ Biografin zu autorisieren“.

## Werke
- Das Ösi-Phänomen. Was die Österreicher so erfolgreich macht. Molden, Wien 2006, ISBN 978-3-85485-160-8.
- ora @ labora. Über Gott und die Welt und das Paradies auf Erden. Abt Gregor Henckel Donnersmarck im Gespräch mit Judith Grohmann. Residenz, St. Pölten und Salzburg 2010, ISBN 978-3-7017-3161-9.
- (mit Dagmar Grossmann) Mythos Pilot. Von Abenteurern und coolen Typen. Faszination und Alltag im Cockpit. Molden, Wien 2011, ISBN 978-3-85485-293-3.
- In geheimer Mission. Was Polizeispezialeinheiten im Kampf gegen Verbrechen und Terror erleben. Riva, München 2013, ISBN 978-3-86883-290-7.
- Sebastian Kurz. Die offizielle Biografie. FinanzBuch Verlag, München 2019, ISBN 978-3-95972-267-4.